# REturN
《rEturN》은 김완선의 정규 9집 음반이다.

## 수록곡
| #   | 제목                    | 작사           | 작곡           | 재생 시간 |
| --- | ----------------------- | -------------- | -------------- | --------- |
| 1.  | 〈서른의 노래〉         | 한경혜         | 손무현         | 3:48      |
| 2.  | 〈모짜르트 듣는 여자〉  | 한경혜         | 원상우         | 4:07      |
| 3.  | 〈처음 이별하는 듯〉    | 지완이         | 김완선         | 3:19      |
| 4.  | 〈seventeen〉           | 원태연         | 원상우         | 4:16      |
| 5.  | 〈산책〉                | 지완이         | 원상우         | 4:30      |
| 6.  | 〈정말이지 나는〉       | 김현철         | 손무현         | 3:55      |
| 7.  | 〈시간을 삼켜도〉       | 임석무         | 임석무         | 3:28      |
| 8.  | 〈white wine〉          | 원태연         | 김완선         | 3:37      |
| 9.  | 〈애수〉                | 김완선         | 손무현         | 4:03      |
| 10. | 〈느끼는대로만〉        | 원태연, 원상우 | 원상우         | 4:10      |
| 11. | 〈do it (bonus track)〉 | Chris Williams | 원상우, 임석무 | 3:10      |

## 크레딧
- 편곡: 박원욱 (1, 6, 9)임석무, 원상우 (2, 5)서재하 (3)원상우 (4, 10)원상우, 임석무 (7)이현승 (8)임석무 (11)
- Executive Producers : 홍금례, 강목민, 유재웅
- Produced by 원상우, 임석무
- Co-Produced by 김완선
- Programming : 임석무, 박원욱
- Guitar : 함춘호, 손무현
- Keyboard : 원상우, 임석무, 박원욱
- Bass : 신현권
- Drum : 장혁, 강수호
- Brass : TsT Horn Section, Team Play
- String : Joy of String
- Background Vocals : 문지환, 김현아, 박원욱, 박윤미
- Featuring Okast, 원상우
- Recorded at Bay Studio
- Mixed by 임석무
- Recorded by 장영환, 홍승현, 유상돈
- Masterd by Eddy Schreyer at Oasis
- Chief Management : 신현하, 정철원
- Management : 서석준, 김지훈, 임덕민
- Photography : Daniel Byun
- Art Direction &  Design : 조윤정 (da...a)
- Printed by (주)화진커뮤니케이션

## 특이사항
- 김완선이 직접 작곡한 〈처음 이별하는 듯〉과 〈white wine〉은 각각 대만에서 발표했던 첫 번째, 세 번째 앨범에〈愛得甜蜜 (사랑의 달콤함) 〉, 〈多愛我一點 (더 많은 사랑을 주세요) 〉라는 제목으로 수록된 적이 있는 곡들이다.
- 6집 앨범의 동명 타이틀곡이자 김완선이 직접 작사를 맡은 〈애수〉가 8집 앨범에 이어 다시 한 번 리메이크되어 수록되었다. 가사 중 6집, 8집 앨범 속지에 연이어 " 그 무엇도 원치 않아 그 대단한 사람"으로 실려있던 부분이 9집 속지에서 "그 무엇도 원치 않아 그대 단 한 사람"으로 바로잡혀 있다.
- 홍보곡이 〈seventeen〉임을 강조하기 위해서인지 앞면 자켓 사진에 rEturN과 seventeen 문구가 함께 인쇄되어 있는데, 이로 인해 네이버 뮤직과 엠넷닷컴을 제외한 거의 모든 음악 관련 사이트에 앨범 제목이 rEturN seventeen 또는 Return Seventeen 등으로 올라가 있는 상태이다. 그러나  옆, 뒷면 자켓 사진("9th album 'rEturN'")과 당시 기획사에서 배포한 보도자료("9집 앨범 '리턴'")로 미루어 볼 때 올바른 앨범 제목은 rEturN인 것으로 보인다(〈seventeen〉가사에 담긴 "17세 시절로 돌아간다"는 의미라면 "Return To Seventeen"이 되어야지 "Return Seventeen"은 영어 어법에도 맞지 않는 표현이다).